# Гендов, Васил
Васи́л Ди́мов Ге́ндов (настоящая фамилия Хаджигендов; 7 декабря 1891 или 24 ноября [6 декабря] 1891, Сливен, Княжество Болгария — 3 сентября 1970, София, Болгария) — болгарский кино- и театральный актёр, режиссёр и сценарист. Как автор сценария, режиссёр и исполнитель главной роли Гендов впервые выступил в полнометражном фильме Болгарии в 1915 году в немом кино — комедии «Галантный болгарин». В 1933 году Гендов снялся в первом звуковом фильме Болгарии «Восстание рабов» (болг. Бунтът на робите).

## Биография
Родился Васил Хаджигендов в Сливене. В юности играл и учился в Театре слез и смеха, с 1905 по 1907 год — в Национальном театре Ивана Вазова в Софии. Сценический дебют актёра — роль Роберта Пфайфера в пьесе Отто Эрнста (Otto Ernst) «Учителя» (The Educators). Окончив театральную школу в Вене, Гендов изучал искусство кино в Берлине.

## Фильмы
В январе 1915 года в Болгарии был показан первый полнометражный фильм Българан е галант («Галантный болгарин»). Фильм был снят по сценарию режиссёра Василия Гендова. Впоследствии фильм был почти полностью уничтожен во время бомбардировок Софии в годы Второй мировой войны. От него осталось только один или два кадра. С 1915 по 1937 год Гендов писал сценарии и снял по ним одиннадцать фильмов, став наиболее ярким кинематографистом Болгарии того времени.
В 1933 году он выпустит свой первый звуковой фильм Бунтът на робите («Бунт рабов»). Во многих его фильмах снималась его жена Жана Гендова. В фильме «Бунтът на робите» Гендов снялся в роли Василя Левского, одной из ведущих фигур в болгарском восстании 1873 года. Фильм описывает события борьбы за независимость Болгарии от Османской империи. Снятыми в фильме событиями выразил недовольство турецкий министр иностранных дел. По его мнению, фильм антитурецкий и вызывают ненависть болгар против Турции. Турецкое министерство потребовало объяснений от болгарского правительства, почему оно дало разрешение на снятие такого фильма. Правительство Болгарии, защищая фильм, игнорировало турецкое мнение и указывало, что «поскольку события в фильме касаются османского периода, то фильм не может восприниматься, как вызывающий ненависть к нынешнему турецкому правительству и народу.»

## Наследие
По инициативе Гендова в 1919—1920 годах в Болгарии был создан Союза актёров, в 1931 году — Союз кинематографистов, в 1948 году — Музей болгарской кинематографии. После поражения в войне, Болгария стала социалистической Народной Республикой, была национализирована киноиндустрия. Эта отрасль в 1948 году была организована по Советской модели . После войны Гендов отошёл от создания фильмов и занимался созданием государственного киноархива. Ныне это Болгарский Национальный киноархив. Гендов посвятил себя коллекционированию фильмов, сделанных его коллегами, а также афиш фильмов и публикаций в СМИ о болгарской киноиндустрии.
Васил Гендов прожил остаток жизни в Софии, где и умер в 1970 году.

## Память
15 января 2015 года, к столетию выхода фильма «Галантный болгарин», болгарский Национальный киноархив организовал праздничные мероприятия и выставку в кинотеатре «Одеон» в Софии. В 2015 году болгарский кинорежиссер Илья Костов выпустил документальный фильм «Василий Гендов — миф и реальность», который рассказывает о Гендове, его карьере и личной жизни в контексте социальной и политической обстановки в Болгарии в начале XX века на фоне культурного развития Европы и Балкан.
 Документальный фильм был выпущен в октябре 2015 года и был показан на 22-м фестивале Документальных и анимационных фильмов в Пловдиве.